# Bordaräkning
Bordaräkning är ett valsystem där de röstande rangordnar kandidaterna. Rangordningen som varje röstande avger omvandlas till poäng, exempelvis så att den som rankas högst får n poäng, där n är antalet kandidater, tvåan får n-1 poäng, och så vidare. Totalvinnare blir den kandidat som får flest poäng när alla röstandes preferenser lagts ihop. Bordaräkning anses ge större möjlighet till valtaktiska röster jämfört med system där varje röstande bara anger en kandidat. Metoden är uppkallad efter den franske matematikern och vetenskapsmannen Jean-Charles de Borda (1733–1799).
Bordaräkning används inte enbart i politiska sammanhang. I till exempel Eurovision Song Contest avger varje land röster i form av en variant av Bordaräkning, nämligen att de 10 bästa kandidaterna (men inte alla kandidater) ska rangordnas.